# Anna Dembińska
Anna Dembińska (24. července 1895, Sokolow u Wrzesnia – 19. června 1954, Poznaň) byla polská historička.

## Životopis
Byla dcerou historika Bronislawa Dembińského. Studovala historii na univerzitě ve Varšavě, doktorát získala pod vedením Oscara Haleckého. V letech 1922-1933 pracovala jako učitelka ve Varšavě, Jarosławi a Toruni. Pak jako archivářka působila od roku 1933 ve Varšavě a 1945-1947 v Krakově. V roce 1947 se habilitovala na univerzitě v Poznani, poté pracovala jako kustodka zemského archivu v Gdaňsku. Ve svém výzkumu se zabývala politickými dějinami 16. století a dějinami kultury.

## Dílo
- Polityczna walka o egzekucję królewszczyzn w latach 1558/64, Varšava: Societas Scientiarum Varsaviensis 1934
- Wpływy kultury polskiej na Wołyń w XVI wieku, Poznań: Poznańskie Towarzystwo Przyjaciół Nauk 1930
- Zygmunt I. Zarys dziejów wewnętrzno - politycznych w latach 1540-1548, Poznań: nakładem Poznańskiego Towarzystwa Przyjaciół Nauk 1948